# Lobsica
Lobsica (horvátul: Londžica, Mala és Velika Londžica egyesítése) falu Horvátországban, Eszék-Baranya megyében. Közigazgatásilag Nekcséhez tartozik.

## Fekvése
Eszéktől légvonalban 50, közúton 62 km-re nyugatra, Diakovártól légvonalban 30, közúton 46 km-re északnyugatra, községközpontjától légvonalban 7, közúton 11 km-re délre, Szlavónia középső részén, a Krndija-hegység északi részén, a Nekcse-Pleternica vasútvonal mentén, a Longya-patak forrásvidékén fekszik. Településrészei: Bukovac Bektežki, Jelovac Bektežki, Mala Londžica, Marinović Brdo és Velika Londžica.

## Története
A Velika Londžica településrész határában talált régészeti leletek tanúsága szerint területe már az őskortól fogva lakott volt. A Slobodnica-Alsómiholjác gázvezeték építése során, a vasútvonaltól keletre eső magaslat délkeleti lejtőjén, a „Kućišta” nevű lelőhelyen az újkőkorból és a kőrézkorból származó cseréptöredékek és kőeszközök kerültek elő. Jelentős településnyomokat nem regisztráltak, ám az eredmények arra utalnak, hogy a közelben őskori település létezett, amelynek szélét a csővezeték nyomvonala keresztezte. Ennél is jelentősebb leleteket találtak a Velika Londžica településrész déli részétől keletre eső dombos területen, a „Malo polje” lelőhelyen. Az itt talált cseréptöredékek, kőeszközök és tégladarabok az újkőkortól a bronzkoron és a vaskoron át egészen a középkorig datálódtak. A leletek közül kiemelkedik 14 hulladékgödör, melyek közül 8 a kőrézkori Bádeni kultúra, a fennmaradó 6 pedig a Lasinja-kultúra népéhez tartozott. Hozzá kell tenni azt is, hogy ennek a településnek a környékén még számos olyan hely ismert, amelyek a terület emberek általi hosszan tartó lakottságát igazolják egészen a középkor végéig bezárólag.
A települést 1322-ben „Lobsycha” alakban említik először. 1407-ben „Lubsycha” néven szerepel  Nekcse várának tartozékaként
 abban az oklevélben, melyben Zsigmond király a nekcsei uradalmat Garai Miklós nádornak és testvérének, Jánosnak adományozta. 1423-ban úgy tűnik, hogy birtokmegosztás révén két részre oszlott, mert egyik része „Alsolubsycza” néven tűnik fel. Felsőlobsica a Lobsa, Alsólobsica pedig a Lobsica forrásánál feküdt. 1453-ban „Lobsycza” néven találjuk. Az Orlyavába (kelet felől) beömlő mai Longya folyó hajdan a „Lobsa” nevet viselte, később a település neve a folyó nevével együtt változott. 1491-ben Corvin János, majd 1504-ben az Újlakiak lettek az urai. A török 1532-ben szállta meg és 1687-ig török uralom alatt állt. A török uralom idején a nekcsei náhije részeként jobbágyok lakták, katolikus lakóinak lelki szolgálatát a nekcsei ferences atyák látták el. Mellettük lakott néhány Boszniából érkezett pravoszláv család is, akik katonai szolgálatot láttak el.
A török uralom alóli felszabadítás után előbb kamarai birtok, majd a kutjevói uradalom része lett. 1702-ben még állt a romos középkori templom, ekkor 16 ház állt itt. 1736-ban 27 házat számláltak és összeírták a háztulajdonosok nevét is. 1750-ben 9 katolikus és 28 pravoszláv tulajdonban levő ház állt a településen. Az első katonai felmérés térképén „Longycza” néven található. Lipszky János 1808-ban Budán kiadott repertóriumában „Longyicza” néven szerepel. Nagy Lajos 1829-ben kiadott művében „Longyicza” néven 39 házzal, 27 katolikus és 329 ortodox vallású lakossal találjuk. A 19. század végén Likából horvát családok települtek ide.
A településnek 1857-ben 251, 1910-ben 517 lakosa volt. Pozsega vármegye Pozsegai járásához tartozott. Az 1910-es népszámlálás adatai szerint lakosságának 48%-a szerb, 25%-a horvát, 22%-a szlovák, 4%-a magyar anyanyelvű volt. Az első világháború után 1918-ban az új szerb-horvát-szlovén állam, majd később (1929-ben) Jugoszlávia része lett. 1925-ben építették a falu régi haranglábát, a templom csak 1980-ban épült fel a nekcsei ferencesek kezdeményezésére. 1991-ben lakosságának 58%-a horvát, 33%-a szerb, 5%-a jugoszláv nemzetiségű volt. 2011-ben 190 lakosa volt.

## Lakossága
| Lakosság változása | Lakosság változása | Lakosság változása | Lakosság változása | Lakosság változása | Lakosság változása | Lakosság változása | Lakosság változása | Lakosság változása | Lakosság változása | Lakosság változása | Lakosság változása | Lakosság változása | Lakosság változása | Lakosság változása | Lakosság változása |
| ------------------ | ------------------ | ------------------ | ------------------ | ------------------ | ------------------ | ------------------ | ------------------ | ------------------ | ------------------ | ------------------ | ------------------ | ------------------ | ------------------ | ------------------ | ------------------ |
| 1857               | 1869               | 1880               | 1890               | 1900               | 1910               | 1921               | 1931               | 1948               | 1953               | 1961               | 1971               | 1981               | 1991               | 2001               | 2011               |
| 251                | 254                | 211                | 244                | 379                | 517                | 704                | 589                | 582                | 606                | 582                | 420                | 328                | 266                | 224                | 190                |

## Gazdaság
A helyi gazdaság alapja a mezőgazdaság, a szőlőtermesztés és az állattartás.

## Nevezetességei
Szent Máté evangélista tiszteletére szentelt római katolikus temploma a nekcsei Szent Antal plébánia filiája. A mai templomot 1979 és 1980 között építették és 1981-ben szentelték fel. Előtte csak egy 1925-ben épített harangláb állt a településen, melynek középkori templomát a 18. században bontották le.

## Oktatás
A falu tanulói a nekcsei Dora Pejačević általános iskolába járnak.